# Epako
Epako est un village de la Région du Littoral du Cameroun, situé dans la commune de Ndom. 

## Population et développement
En 1967, la population de Epako était de 139 habitants, essentiellement des Babimbi du peuple Bassa. La population de Epako était de 139 habitants dont 72 hommes et 67 femmes, lors du recensement de 2005.  